# Charles Kaman
Charles Huron Kaman (* 15. Juni 1919 in Washington, D.C.; † 31. Januar 2011 in Bloomfield (Connecticut)) war ein amerikanischer Ingenieur und Geschäftsmann. Er wurde bekannt für seine Konstruktion von Hubschraubern und auch als Gitarrenbauer.

## Berufliche Tätigkeit
Seine berufliche Tätigkeit begann er bei Igor Sikorsky als Entwickler für Hubschrauber. Im Jahr 1945 gründete  Kaman im Alter von 26 Jahren in der Garage des Hauses seiner Mutter in West Hartford die eigene Firma. Er legte damit zugleich den Grundstein für die heutige Kaman Corporation. 1948 stellte er Anton Flettner als Chefingenieur ein. Kaman brachte 1951 den ersten Hubschrauber des Typus K-225 auf den Markt, der mit einer Gasturbine ausgerüstet war. Die Firma beschäftigte im Jahr 2009 insgesamt 4.032 Mitarbeiter und erzielte einen Umsatz von 1,14 Milliarden US-Dollar.
Der Hobbymusiker Kaman entwickelte 1964 mit einigen seiner Ingenieure eine Gitarre, bei der er Hightech-Materialien mit einer Holzdecke kombinierte und dadurch eine hohe Stabilität des Instruments mit einem ausgewogenen Klang paarte. Mit dem Erfolg der Ovation genannten Gitarren wuchs auch das Produktportfolio der Firma an. Die Kaman Music Corporation war bis zum Dezember 2007 der größte Händler von Musikinstrumenten und Zubehör auf dem US-Markt. Über fünf Monate, beginnend im Juni 2007, verhandelte Kaman mit der Fender Musical Instruments Corporation (FMIC) über die Übernahme. Am 29. Oktober 2007 gab FMIC die Übernahme mitsamt dem Kaufpreis in Höhe von 117 Millionen US-Dollar bekannt.
1996 erhielt er die National Medal of Technology and Innovation.

## Familie
Kaman war zweimal verheiratet. Helen Sylvander heiratete er 1945. Nach der Scheidung 1971 heiratete er Roberta Hallock († 2010). Er hatte drei Kinder, C. William Kaman II, Steven W. Kaman und Cathleen Kaman Wood.